# Șapte Scaune
|                  |                     |                      |
| Scaunul Sibiului | Scaunul Sighișoarei | Scaunul Sebeșului    |
|                  |                     |                      |
| Scaunul Cincului | Scaunul Nocrich     | Scaunul Rupea        |
|                  |                     |                      |
| Scaunul Orăștiei | Scaunul Miercurea   | Scaunul Mediașului   |
|                  |                     |                      |
| Scaunul Șeica    | Districtul Brașov   | Districtul Bistriței |

Șapte Scaune (în germană Sieben Stühle, în latină Septem Sedes) se numea un teritoriu de pe Pământul Crăiesc (Königsboden) din Transilvania (în germană Siebenbürgen, adică „șapte cetăți”: Sibiu/Hermannstadt, Brașov/Kronstadt, Mediaș/Mediasch, Sighișoara/Schäßburg, Sebeș/Mühlbach, Cluj-Napoca/Klausenburg, Bistrița/Bistritz), reprezentând unitățile administrative ale sașilor transilvăneni, din secolul al XII-lea până spre sfârșitul secolului al XIX-lea.
În 14 iulie 1349 este prima mențiune a faptului că existau cele șapte scaune („Sieben Stühle”) constând din „Scaunul principal” („Hauptstuhl”) de la Sibiu („Cybininum”) și cele șapte "scaune secundare" („Nebenstühle”) de la Orăștie („Broos”), Sebeș („Mühlbach”), Miercurea Sibiului („Ruzmargt”, astăzi „Reußmarkt”), Sighișoara („Castrum Sches”, astăzi „Schäßburg”), Nocrich („Leuskyrch”, astăzi „Leschkirch”), Cincu („Schenk”, astăzi „Großschenk”) și Rupea („Reps”).
Scaunul Șeica și Scaunul Mediașului s-au format mai târziu, purtând denumirea de „Două Scaune” (Zwei Stühle). Districtul Brașov și Districtul Bistriței s-au format și ele mai târziu, dar nu au avut subordonare scăunală.
Un „scaun” reprezenta o uniune de mai multe orașe și sate, supuse aceleiași puteri judecătorești. Pentru fiecare scaun era desemnat un „jude regal” („Königsrichter”) („judex regis”), care era supus numai regelui Ungariei.
Scaunele și districtele erau conduse de un jude al locului, denumit și jude scăunal (în germană Stuhlrichter , în latină judex sedis sau judex terrestris) asistat, mai târziu, de un comandant militar. Cea mai înaltă funcție administrativă a sașilor era cea de „jude al scaunului de Sibiu” (în germană Stuhlrichter von Hermannstadt, în latină judex Cibinensis)., 
Din 1453 scaunul Tălmaciului și cel al Săliștei au fost încorporate scaunului Sibiului, ca filiale ale acestuia, până la desființarea Universității Săsești după instaurarea dualismului austro-ungar.

## Atribuții administrative

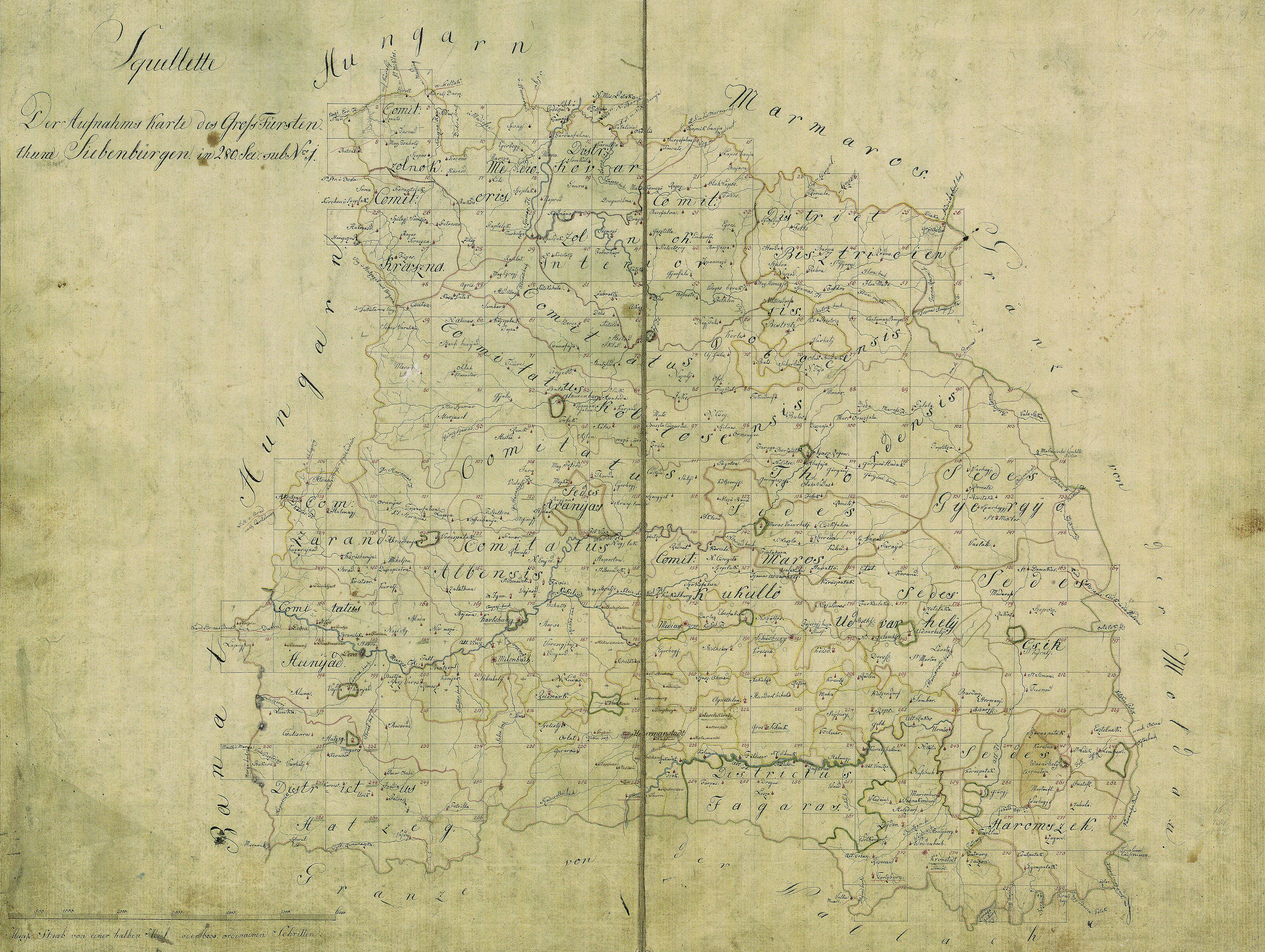
Marele Principat al Transilvaniei, în Harta Iosefină / 1769-1773

Organele de conducere ale scaunelor aveau următoarele atribuții principale:
- Colectarea impozitelor, dărilor și dajdiilor - pe gospodării.
- Judecarea pricinilor conform dreptului cutumiar al sașilor transilvăneni (în latină statuta) de către judele scăunal (Stuhlrichter), în calitate de reprezentant direct al regelui Ungariei.
- Asigurarea ordinii publice.
- Supravegherea breslelor și a meseriilor.
- Recrutarea de militari la în temeiul alianțelor și pentru apărarea proprie.
- Gospodărirea pădurilor.
- Trimiterea de reprezentanți la întrunirile Dietei Maghiare și a Universității Săsești.

## Sistemul administrativ

### Administrația ecleziastică

Tipurile bisericilor săsești din Țara Oltului

Înainte de a-și forma o organizare laică, administrativă, sașii aveau o organizare ecleziastică care încorpora prin decanate și capituli aproape toată populația săsească. Administrația săsească laică s-a născut ulterior și nu cuprindea toate regiunile locuite de sași, cunoscându-se faptul că în zonele în care s-au așezat existau și sate locuite de secui, maghiari și români.

Din inițiativă regală Prepozitura Sibiului îngloba în administrarea sa majoritatea populației săsești din această regiune. Funcția de prepozit al Sibiului era una din cele mai importante investituri regale care necesita confirmarea papei. Prepozitura avea sediul la Sibiu, dar au fost cazuri ca cel al prepozitului Theodoricus din anul 1245, care îndeplinea simultan și funcția de preot la Sebeș.
În anul 1219 papa Honoriu al III-lea a pus bazele organizării ecleziastice a Țării Bârsei, în scopul înființării unui nou episcopat neafiliat episcopatului Transilvaniei, numind un decan propriu. În plus a fost înființată Episcopia Milcoviei, pusă sub protecția cavalerilor teutoni, a căror inițiativă era creștinarea cumanilor așezați pe aceste pământuri. A urmat înființarea de capituli și decanate în toate teritoriile săsești cuprinzând în administrare mai puține sate decât districtele și scaunele. Prea puțini capituli erau afiliați Prepoziturii Sibiului, majoritatea lor aparținând de episcopatul Transilvaniei. Țara Bârsei, ca de altfel toți capitulii care nu aparțineau de episcopatului Transilvaniei, aparținea Arhiepiscopiei de Strigoniu. A urmat o perioadă în care capitulii și-au consolidat autonomia în secolele al XIII-lea și al XIV-lea, pentru ca o dată cu adoptarea Reformei luterane, în secolul al XVI-lea, să reușească înființarea unui episcopat propriu.

### Administrația laică

Așezarea germanilor în Transilvania
(după Thomas Nägler)

Prin Diploma andreană din anul 1224, emisă de regele Andrei al II-lea al Ungariei, s-au desființat toate comitatele transilvănene cu excepția Comitatului Sibiului, acestuia din urmă atribuindu-i-se ca teritoriu component și pământurile cuprinse între Orăștie și Drăușeni (Baraolt). Dacă colonizarea de către sași în secolul al XI-lea și al XII-lea s-a făcut în grupuri izolate, începând cu secolul al XIII-lea regele Andrei al II-lea a dorit unificarea acestora administrativ și juridic, într-un singur "popor" (unus sit populus). Până la începutul secolului al XIV-lea, în fruntea Sibiului era ales de către rege un comite, iar ulterior acesta era doar confirmat în funcție de către puterea centrală. În toată această perioadă, voievozii ca împuterniciții regali aveau o implicare redusă în problemele comunității săsești, dar organizările administrative care sunt cunoscute ca „scaune săsești” se presupun a fi formate din comitatele inițiale înainte de anul 1224, termenul de „scaun” fiind o formă prescurtată a „scaunului de judecată”. Scaunele din provincia Sibiului s-au creat după mijlocul secolului al XIII-lea și primele menționări documentare s-au făcut doar în a doua jumătate a secolului al XIV-lea. Cele "Șapte scaune" inițiale au fost: Orăștie, Sebeș, Miercurea, Sibiu, Nocrich, Cincu și Rupea la care s-a mai adăugat scaunul Sighișoarei la începutul secolului al XIV-lea și cele Două Scaune, Mediaș și Șeica la începutul secolului al XV-lea. Th. Nägler consideră că supoziția existenței inițiale a opt scaune, nesocotind pe cel mai important dintre ele, Scaunul Sibiului, ar fi total greșită.

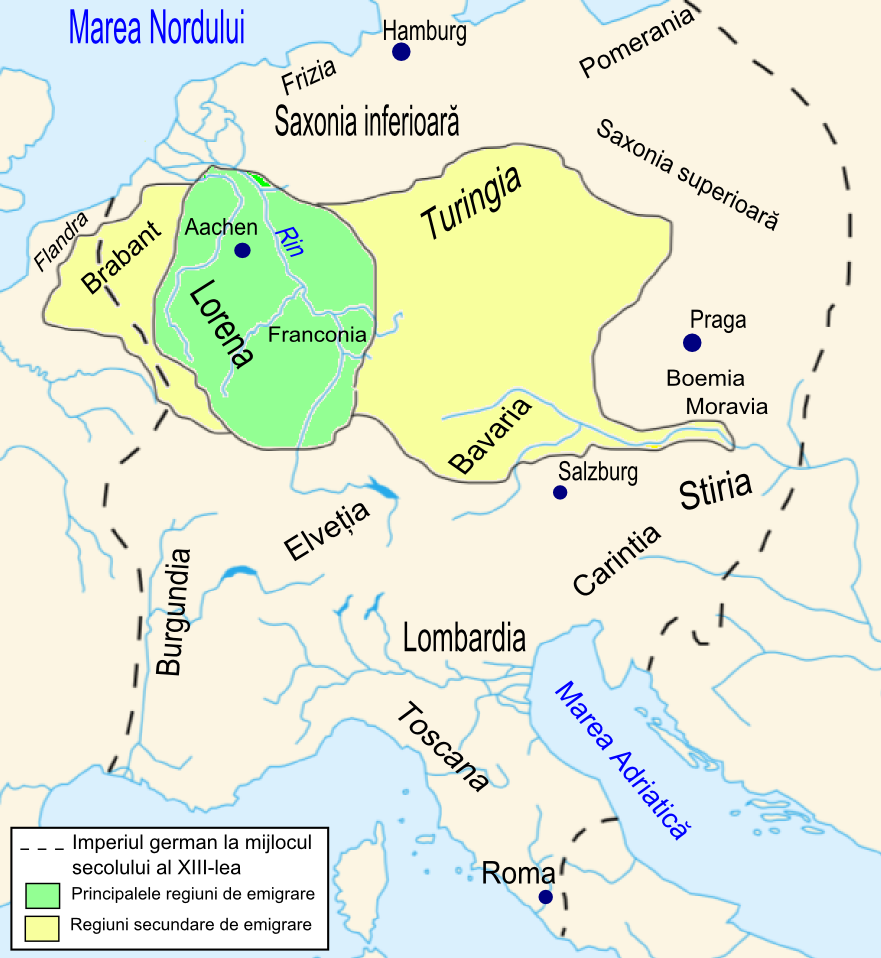
Regiunile de proveniență ale coloniștilor sași

În fruntea scaunelor săsești se afla un jude regal (judex regius) numit din rândurile greavilor, secondat de juzi scăunali aleși din rândul locuitorilor și mai apoi de către juzii sătești (villicus). Demnitarii scăunali se ocupau cu perceperea și distribuirea taxelor regale, probleme de ordin financiar și administrație, precum și cu mobilizarea armatei, cea mai înaltă instituție din provincia Sibiului fiind Congregația Scăunală. Cum scaunele săsești nu constituiau un teritoriu unitar, este simplu de constatat că numeroase sate înființate de sași făceau parte din pământurile nobiliare și al comitatelor populate de români și alte neamuri, putându-se enumera astfel teritoriile din Podișul Secașelor, pamânturile dintre cele două Târnave și nordul Transilvaniei. În plus, față de scaunele astfel constituite, aveau o administrație proprie districtele Bistriței și Brașovului.
Funcția de comite sau jude regal al districtului Brașov și al Bistriței a fost exercitată până la începutul secolului al XIV-lea de comitele secuilor. Jurisdicția nobiliară asupra districtului Bistrița s-a desființat începând din anul 1330 de când comunitatea săsească a început să-și aleagă în mod liber judele. Începând din anul 1366, Ludovic I amplifică drepturile sașilor și desemnează pentru Bistrița ca instanță de apel, Scaunul Sibiului. Mai târziu, după cea de a doua jumătate a secolului al XV-lea, reprezentanții celor Două Scaune, ai districtelor Bistrița și Brașov precum și ai satelor Vinț și Vurpăr, participau în mod frecvent la adunările celor Șapte Scaune.
În anul 1486 Matia Corvin a confirmat diploma andreiană și i-a extinds efectele asupra tuturor regiunilor locuite de sași de pe pământul regal (fundus regius). În acest fel ia ființă Universitatea Săsească (Universitas Saxorum) în anul 1487 prin întrunirea reprezentanților celor Șapte Scaune, ai celor Două Scaune și ai districtelor Bistrița și Brașov. Dacă puterea administrativă aparținea în primele secole ulterioare colonizării nobililor și greavilor, după secolul al XIV-lea conducerea a revenit patriciatului săsesc. Astfel, patriciatul și-a aservit numeroase sate din afara teritoriilor administrate inițial și și-au creat domenii proprii, similare orașelor din nordul Italiei. În acest mod au apărut scaunele filiale cum sunt Scaunul filial al Tălmaciului și Scaunul filial al Săliștei, care aveau în administrare comunități preponderent românești.